# 디디에 쿠엘로
디디에 쿠엘로(프랑스어: Didier Queloz, 프랑스어 발음: [didje kəlo, kelo], 1966년 2월 23일 ~ )는 스위스의 천문학자이다. 2019년에 태양과 비슷한 별을 공전하는 외계 행성을 발견한 공로로 미셸 마요르와 함께 노벨 물리학상을 수상했다.

## 수상 경력
- 울프 물리학상 (2017년)
- 노벨 물리학상 (2019년)